# Karru
Karru (anglicky a afrikánsky Karoo) je přírodní oblast, region na jihu Afriky, v jihozápadní části Jihoafrické republiky. Oblast nemá přesné hranice, je dána typem krajiny, geologickou stavbou a podnebím. Má charakter polopouště, je porostlá suchými travinami, tvoří ji ploché mezihorské sníženiny.

## Rozloha a přírodní podmínky
Region má aridní podnebí, srážek je méně než 350 mm ročně. Tok řek je převážně sezónní, byly zde vystavěny přehrady a nádrže. Na zavlažovaných půdách se pěstují citrusy, grapefruity a tabák. Chovají se zde ovce a kozy.
Rozlišuje se Velké Karru s nadmořskou výškou 1 200 až 1 500 m a Malé Karru s nadmořskou výškou 700 až 800 m. Obě oblasti jsou odděleny pohořím Swartberg. Velké Karru leží severně. Směrem na severozápad k řece Oranje bývá ještě rozlišováno Vysoké Karru. S výjimkou Malého Karru je oblast řídce osídlená.
V hornaté oblasti Karru, v Malém Karru, poblíž města Oudtshoorn, se nachází rozsáhlý jeskynní systém Cango Caves, který patří k nejvýznamnějším turistickým atrakcím Jižní Afriky.